# Mêgo Aroug
Mêgo Aroug ist mit einer Höhe von 1694 m der zweithöchste Berg in Dschibuti und der höchste Berg, der ganz auf dem Staatsgebiet liegt. Er liegt in der Region Tadjoura im Nordosten des Landes in der Nähe der Grenze zwischen Tadjoura und Dikhil in äußerst dünn besiedeltem Gebiet.

## Geographie
Der Berg liegt im Afar-Dreieck und ist Teil des Höhenrückens, der die Afar-Senke im Nordosten von der Ebene von Gaggadé beziehungsweise Ḏêr ‘Êla und Habsou im Südwesten trennt. Die Senken sind Zweige des Ostafrikanischen Grabens.
Von den Hängen des Berges verlaufen zahlreiche Gewässer (größtenteils Wadis), die nach Norden in die Mokolî Hîlou-Ebene (475 m, ⊙), oder nach Süden zum Assal-See hin führen.
Er erhebt sich weit über die Berge des Umlandes.

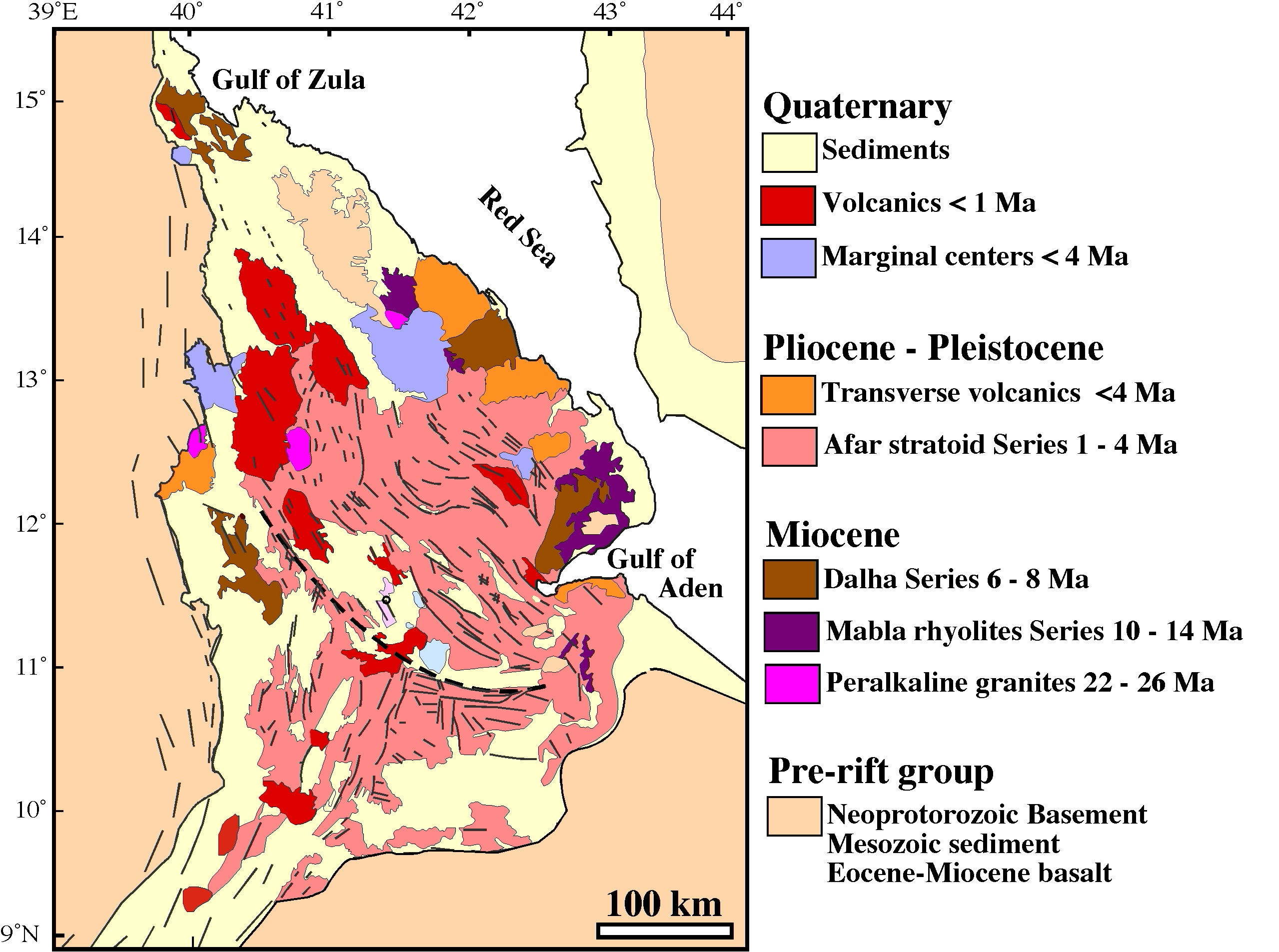
Geologie des Afar-Dreiecks